# Relaciones Costa Rica-Serbia
Las relaciones Costa Rica-Serbia se refieren a las relaciones internacionales que existen entre Costa Rica y Serbia.

## Historia
Costa Rica y el Reino de los Serbios, Croatas y Eslovenos, posteriormente llamada Yugoslavia, iniciaron relaciones consulares en 1928 y formalizaron sus relaciones diplomáticas mediante un convenio en 1936.

## Relaciones diplomáticas
- Serbia tiene una embajada en Ciudad de México, concurrente para Costa Rica.[2]